# Тикси (залив)
Заливът Тикси (на руски: бухта Тикси) е залив тип (бухта) в море Лаптеви, в северозападната част на големия залив Буор-Хая, край северното крайбрежие на Якутия, в Русия.
Разположен е в най-южната част на море Лаптеви, югоизточно от делтата на река Лена. Вдава се на запад в сушата на 21 km, ширина във входа (между носовете Косисти на югозапад и Муостах на североизток) 17 km. В средата на залива се намира остров Бруснев. На север е ограничен от южния бряг на полуостров Биковски, който е нисък изграден от ронливи скали и изкопаем лед. Приливите са полуденонощни с амплитуда до 0,3 m. В западната му част има два по-малки залива Булункан и Сого, като на полуострова между тях е разположено важното пристанище по Северния морски път на Русия Тикси.
Първото изследване и картиране на бреговете на залива е извършено през 1739 г. от руския топограф Иван Киндяков, участник в експедицията на Дмитрий Лаптев.

## Топографски карти
- Лист от карта R-52-III,IV Тикси. Мащаб: 1 : 200 000. Състояние на местността към 1982 год. Издание 1987 г.